# 미금면
미금면(渼金面)은 현재의 남양주시 동 지역을 관할했던 과거 경기도 양주군의 행정구역 중 하나였다.
1914년 4월 1일, 남양주시의 동 지역 중(별내동 제외) 북부 지역이었던 금곡리, 도농리, 양정리, 평내리, 호평리(현재의 금곡동, 도농동, 평내동)가 속해 있었던 미음면(美音面)과 남부 지역이었던 일패리, 이패리, 삼패리(이들 지역은 일패정곡리(一牌鼎谷里), 이패봉두산리(二牌鳳頭山里), 삼패마산리(三牌馬山里), 사패평구리(四牌平丘里), 야동마산리(治東馬山里)였다.)가 속해 있었던 금촌면(金村面)과 합쳐져서 미금면이 되었다. 특히 관동별곡에 나오는 평구역은 지금의 남양주시 삼패동(당시 양주목/양주군 금촌면 사패평구리) 평구마을이다.

## 역사
- 1466년 조선 세조 12년 ~ 1914년 3월 31일: 남부 지역은 금촌면, 북부 지역은 미음면이었다. 그러나 미음면은 조선 후기 이후에 생긴 것으로 추정되는데, 그 이유는 원래 이 지역 이름이 독음면(禿音)이었기 때문이다.
- 1910년 9월 1일 : 미음면이었던 미음(美音)이 미음(渼陰)으로 면 이름의 한자가 변경됨.
- 1914년 4월 1일 : 금촌면과 미음면을 미금면으로 통합.

| 조선총독부령 제111호                                                                           |                                       |
| 구 행정구역                                                                                    | 신 행정구역                           |
| 양주군 미음면 조운리/가재동 일부, 도농리/가재동 일부, 석도리/석실리 일부/수변리, 지사리/금교리 | 미금면 가운리, 도농리, 수석리, 지금리 |
| 양주군 금촌면 일패리 일부/이패리, 삼패리 일부, 삼패리 일부/사패리, 일패리 일부                 | 미금면 일패리, 이패리, 삼패리, 금곡리 |
| 양주군 상도면 장내리 일부/궁촌리 일부, 호만리/지사리/평동리/궁촌리 일부/장내리 일부            | 미금면 평내리, 호평리                 |
- 1979년 5월 1일 : 미금면이 미금읍으로 승격.
- 1980년 4월 1일 : 남양주군 미금읍으로 양주군에서 분리 독립.
- 1989년 1월 1일 : 미금시가 되었다.
- 1995년 1월 1일 ~ 현재 : 남양주시 별내동을 제외한 동 지역을 관할하는 지역으로 지금까지 이른다.